# Nová Oleška
Nová Oleška je vesnice a část obce Huntířov v okrese Děčín. Nachází se asi 1,5 kilometru severovýchodně od Huntířova. Nová Oleška je také název katastrálního území o rozloze 2,35 km².

## Historie

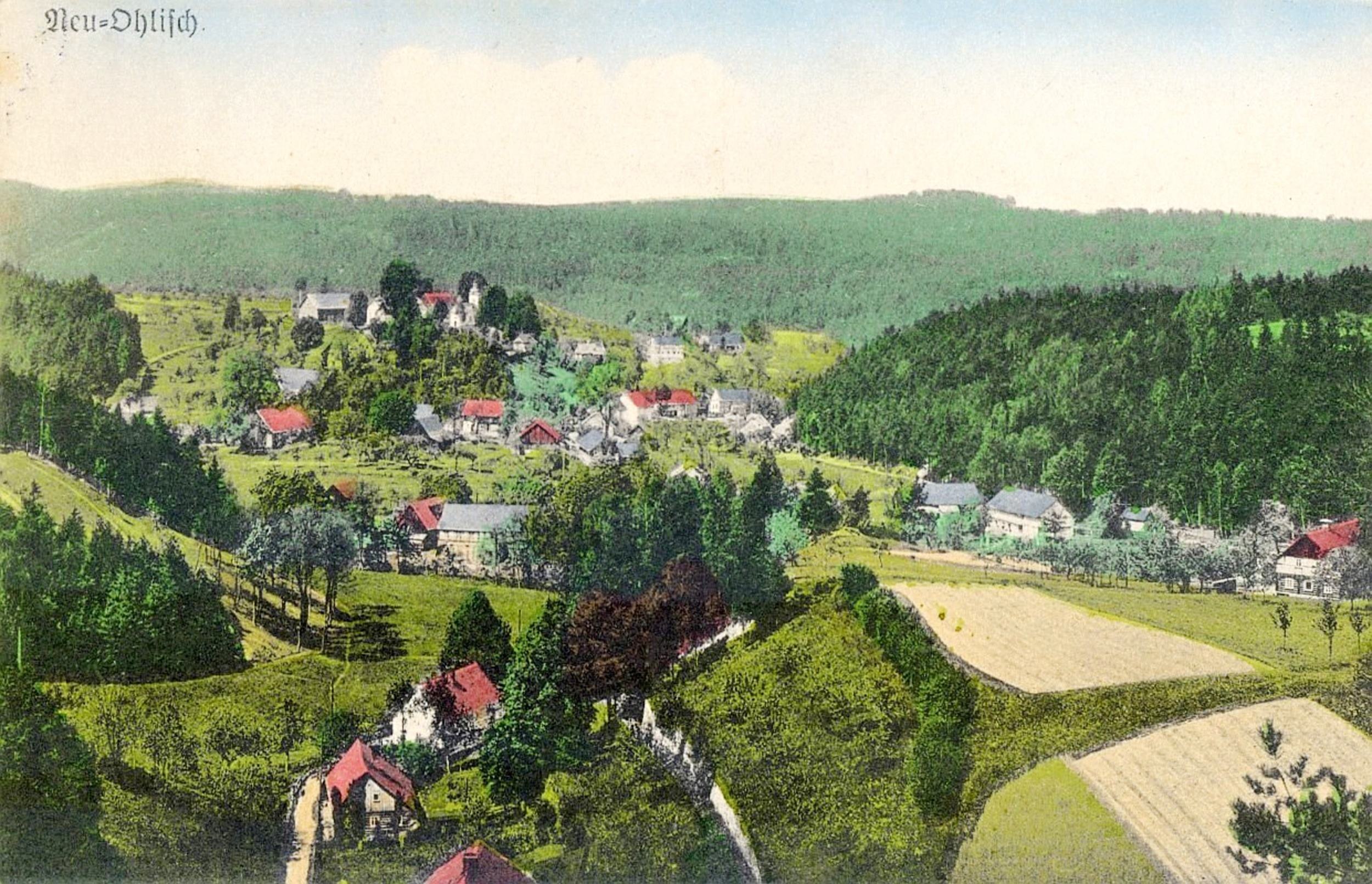
Nová Oleška kolem roku 1900

První písemná zmínka o vesnici pochází z roku 1543.

## Obyvatelstvo
Při sčítání lidu v roce 1921 ve vsi žilo 288 obyvatel (z toho 134 mužů), z nichž byl jeden Čechoslovák a 287 Němců. Kromě tří evangelíků byli římskými katolíky. Podle sčítání lidu z roku 1930 měla vesnice 309 obyvatel: pět Čechoslováků, 301 Němců a tři cizince. Kromě dvou evangelíků a dvanácti lidí bez vyznání se hlásili k římskokatolické církvi.
|                                                                   | 1869 | 1880 | 1890 | 1900 | 1910 | 1921 | 1930 | 1950 | 1961 | 1970 | 1980 | 1991 | 2001 | 2011 |
| ----------------------------------------------------------------- | ---- | ---- | ---- | ---- | ---- | ---- | ---- | ---- | ---- | ---- | ---- | ---- | ---- | ---- |
| Obyvatelé                                                         | 284  | 360  | 337  | 327  | 324  | 288  | 309  | 105  | 102  | 103  | 74   | 65   | 84   | 103  |
| Domy                                                              | 56   | 63   | 64   | 64   | 64   | 64   | 70   | 70   | —    | 21   | 20   | 43   | 22   | 31   |
| Počet domů z roku 1961 je zahrnut v domech místní části Huntířov. |      |      |      |      |      |      |      |      |      |      |      |      |      |      |

## Pamětihodnosti
- Venkovské usedlosti čp. 18, 23 a 44